# Браславска греда
Браславска греда или Браславско побрђе (блр. Браслаўская града, Браслаўскае ўзвышша; рус. Браславская гряда) представља узвишење у виду побрђа у западном делу Витепске области, на подручјима Браславског и Мјорског рејона, на северозападу Републике Белорусије. 
Побрђе обухвата територију површине од око 1.900 км², и протеже се дужином од око 66 км, док је ширина око 60 км. Највиша тачка побрђа лежи на надморској висини од 210 метара. Око 10% површине овог рејона је под језерима, највећи део њих припада Браславској језерској групи. 
Област припада басену реке Западна Двина која представља природну северну границу ове геоморфолошке формације. Веће реке су још и Друјка, Дружњанка, Окуњовка. На истоку и југоистоку је ограничена нешто нижим подручјем Полацке низије и јавља се делом Балтичке греде..
Савремени рељеф на овом подручју формирао се као последица рада ледника током последњег леденог гоба, а рељефом доминирају блага узвишења моренског типа представљена у виду асиметричних лучних гребена између којих су се формирале неке групе језера. 
Око 20% територије је под шумама и џбунастом врстом вегетације. На овом подручју формиран је и национални парк Браславска језера. 